# Всё красное
«Всё красное» (польск. «Wszystko czerwone») — иронический детектив, написанный Иоанной Хмелевской и выпущенный в 1974 году. Шестая книга польской писательницы.

## Сюжет

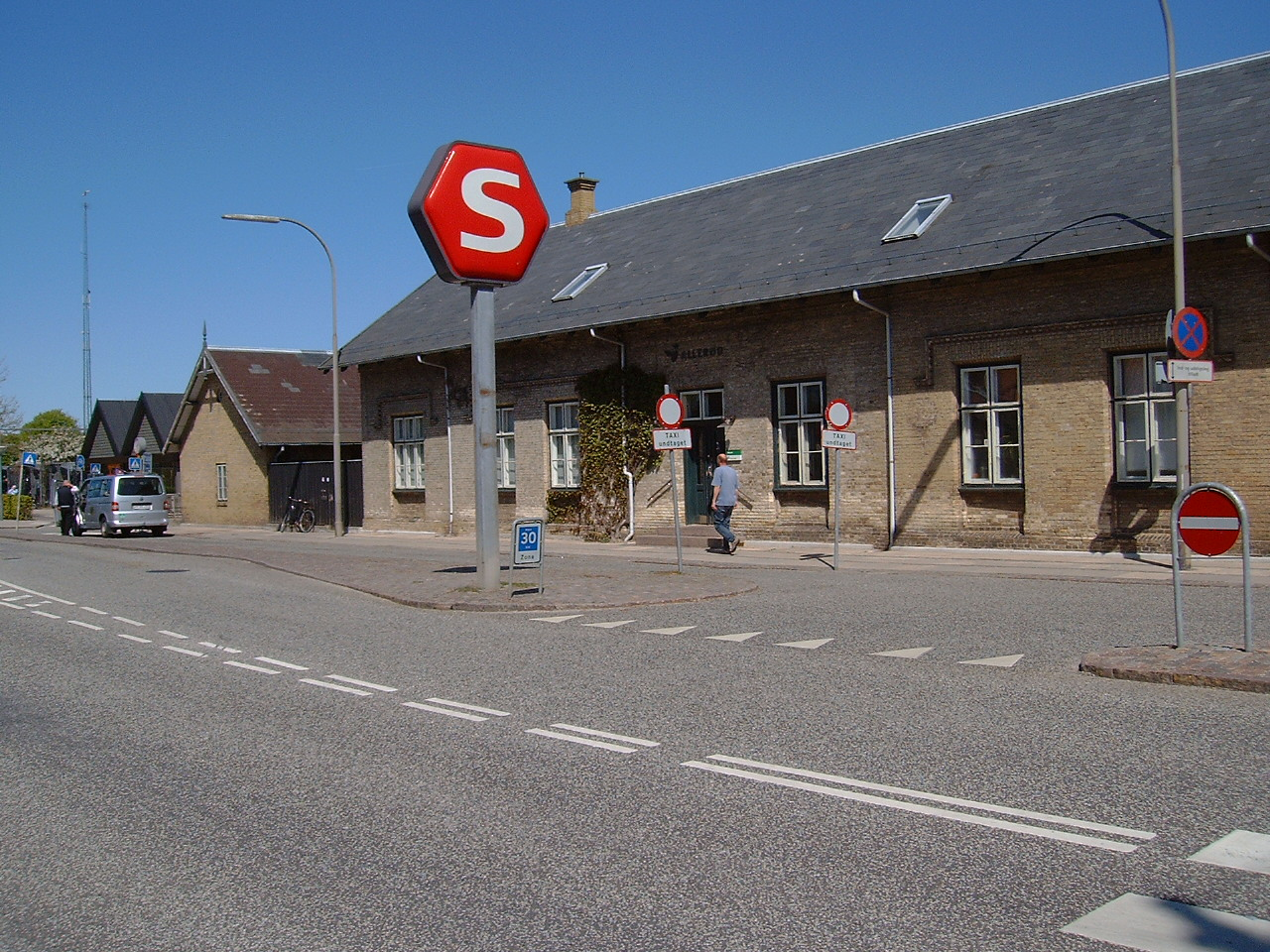
Железнодорожная станция «Аллеред»

Иоанна приезжает в Данию к своей подруге Алиции Хансен. Сойдя на станции Аллеред, она спрашивает Алицию, не означает ли название станции в переводе «всё красное». Алиция гневно отвергает эту версию.
Помимо Иоанны, в доме хозяйки уже собралось множество гостей: они должны были приезжать к Алиции в разные дни, но по разным причинам не смогли прибыть в назначенные сроки, и вот теперь в доме настоящее столпотворение. Среди гостей есть и польские друзья Алиции и Иоанны, и датские друзья Алиции, которых Иоанна не знает или с которыми мало знакома.
В первый же вечер в доме происходит убийство: давний поклонник Алиции Эдек убит вскоре после того, как, будучи не совсем трезвым, громко пытался о чём-то её предупредить: «Алиция! Тебе грозит опасность! Почему ты так неосторожна?!»
Прибывшая в дом полиция поначалу не может объясниться с гостями Алиции, поскольку никто из полицейских не знает польского. Установлено, что Эдека закололи неизвестным тонким предметом. Следствие поручено вести инспектору Мульдгорду, который знает основы польского языка, но изъясняется на устаревшем его варианте, больше напоминающем старославянский язык. На следующий день проходит следственный эксперимент, цель которого — максимально воспроизвести события рокового вечера. Одновременно Алиция ищет письмо, которое упоминал Эдек перед смертью — она получила письмо, но не успела его прочесть, а потом оно куда-то затерялось, и его поиски ни к чему не привели.
Уже через три дня после убийства Эдека в доме Алиции начинают происходить странные события: с различными людьми (Казик, поклонник одной из гостий Алиции Эльжбеты, родственница покойного мужа Алиции, её домработница, родственница её покойного датского мужа и т. д..) происходят разного рода несчастные случаи, но почти все эти люди, кроме одного, по чистой случайности остаются живы. Расследование Мульдгорда в итоге показывает, что жертвы были случайными и целью убийцы является Алиция: в одних случаях убийца принимает жертву за неё, в других случаях жертва съедает что-то, что предназначается Алиции или же жертва попадает в ловушку там, куда могла зайти только Алиция.
Инспектор Мульдгорд со своей бригадой всё чаще бывает в доме Алиции и, наконец, устанавливает за домом наблюдение. Общими усилиями удаётся вычислить преступника.

## Переводы на русский
Перевод Марии Кронгауз[уточнить] выполнен для журнала «Смена» и представляет собой сокращённый вариант романа. По-датски название станции пишется Allerød, по-русски — Аллерёд. Однако в переводе Марии Кронгауз она называется Аллеред, возможно, ради сохранения игры слов с английским red — «красный». В переводе Веры Сергеевны Селивановой название станции передано как Аллерод.

## Экранизации
- «Пан или пропал» — комедийный детективный телесериал с участием Елены Сафоновой, Ларисы Удовиченко, Виталия Соломина, Сергея Никоненко и других популярных актёров, снятый режиссёром Алексеем Зерновым; премьерный показ прошёл в 2004 году.